# Vera Gordon
Pour les articles homonymes, voir Gordon.
Vera Gordon, née le 11 juin 1886 dans l'Empire russe, morte le 8 mai 1948 à Beverly Hills, est une actrice américaine d'origine russe.

## Biographie
Née à Ekaterinoslav dans l'Empire russe, (actuellement Dnipro en Ukraine), Vera Pogorelsky est la fille de Boris Pogorelsky and Teigan Nemirovsky. Enfant actrice, elle est rejetée par le Shevchenko Imperial Company quand son directeur apprend qu'elle est juive. Elle se marie avec Nathan Gordon en 1904, émigre aux États-Unis en 1905 sous le nom de Vera Gordon, et se produit dans un petit théâtre du Lower East Side. Sa carrière peine à démarrer à cause de ses difficultés en anglais et son refus de rejoindre le Yiddish Theater Union. En 1916 elle fait une tournée en Angleterre et apparaît au théâtre et dans des vaudeville. Elle est alors engagée au cinéma, où elle représente l'archétype de la mère juive.
Elle meurt à Beverly Hills et est enterrée au cimetière d'Hollywood,.

## Filmographie partielle
- 1920 : Humoresque de Frank Borzage
- 1920 : The Geatest Love (en)
- 1922 : Your Best Friend (en)
- 1922 : The Good Provider
- 1923 : Potash et Perlmutter (Potash and Perlmutter) de Clarence G. Badger
- 1924 : In Hollywood with Potash and Perlmutter d'Alfred E. Green
- 1926 : Private Izzy Murphy
- 1926 : The Cohens and Kellys de Harry A. Pollard
- 1928 : La Prison du cœur
- 1928 : The Cohen and Kellys in Paris de William Beaudine
- 1929 : Cohen et Kelly aux bains de mer (The Cohens and Kellys in Atlantic City) de William James Craft
- 1930 : The Cohens and the Kellys in Scotland de William James Craft
- 1943 : Le Cabaret des étoiles
- 1946 : Abie's Irish Rose (en) d'A. Edward Sutherland